# Gyeyang-gu
Gyeyang-gu (hangul : 계양구 ; hanja : 桂陽區) est un arrondissement (gu) d'Incheon, situé à l'est de Séoul. Depuis la période des Trois Royaumes, cette zone constitue le centre historique des territoires situés au Nord-Est d'Incheon. Cependant, ce n'est qu'à partir du 1er mars 1995 qu'est effectivement constitué un arrondissement propre sous le nom de Gyeyang-gu.

## Étymologie
Au temps du royaume de Goguryeo, ce quartier était connu sous le nom de « Jubuto-gun ». Avec le royaume de Silla unifié, il est appelé « Jangje-gun » et ce n'est qu'à partir de l'époque de Goryeo que nous est connu pour la première fois le nom de « Gyeyang-dohobu ». Puisque l'on récoltait beaucoup de cannelle (gye en sino-coréen) dans cette région et que de nombreux buis (yang) y poussaient, l'arrondissement a hérité des deux termes qui composent aujourd'hui son nom.

## Quartiers
Gyeyang est divisé en 10 quartiers (dong) :
- Hyoseong-1-dong (효성1동)
- Hyoseong-2-dong (효성2동)
- Gyesan-1-dong (계산1동)
- Gyesan-2-dong (계산2동)
- Gyesan-3-dong (계산3동)
- Jakjeon-1-dong (작전1동)
- Jakjeon-2-dong (작전2동)
- Jakjeon-Seoun-dong (작전-서운동)
- Gyeyang-1-dong (계양1동)
- Gyeyang-2-dong (계양2동)

## Monuments
- Le Gyeyangsanseong, forteresse construite sur le mont Gyeyangsan durant l'époque des Trois Royaumes[2]
- Tombe du "Yeongshin-gun", Lee Yi (이이 ; 1454-1526)[3]
- Tombe de Lee Seon-bong (이선봉)[4]